# Šebířov
Šebířov – wieś i gmina w Czechach, w powiecie Tabor, w kraju południowoczeskim. Według danych z dnia 1 stycznia 2021 liczyła 346 mieszkańców.